# German Goldenshteyn
German Goldenshteyn (în rusă Герман Гольденштейн, transliterat: Gherman Goldenștein; n. 2 septembrie 1934, Otaci, județul Soroca, România – d. 10 iunie 2006, New York City, New York, SUA) a fost un evreu basarabean, clarinetist și colecționar al muzicii evreiești est-europene, cunoscută ca klezmer. A fost ultimul reprezentant remarcabil al tradiției klezmer basarabene. 

## Biografie
S-a născut în ștetlul Otaci (acum oraș din raionul Ocnița, Republica Moldova) din județul Soroca, România interbelică. La începutul celui de-al doilea război mondial, împreună cu familia, a fost deportat de autoritățile române, mai întâi în Moghilău, apoi în ghetoul Berșad din Transnistria, unde au murit părinții săi. Ulterior, împreună cu cei doi frați mai mari ai săi au fost repartizați de Crucea Roșie la orfelinate din România în 1943, iar după eliberarea lor la sfârșitul anului 1944, au fost transferați la un orfelinat din Odesa.
În 1945, a fost trimis să studieze la o academie militară din România, iar un an mai târziu, datorită abilităților sale muzicale, a fost trimis la școala militară de muzică din Odesa la clasa de clarinet. După absolvirea școlii în 1949, Goldenshteyn a jucat în diferite trupe militare, în 1953-1956 a slujit în rândurile armatei sovietice, unde a jucat din nou la instrument. După demobilizare, a primit o diplomă în inginerie mecanică la Kiev și s-a stabilit în Moghilău, situat pe malul stâng al Nistrului, vizavi de rudele sale din Otaci. A lucrat ca mașinist și, în același timp, a început să cânte în orchestra muzicienilor evrei basarabeni, majoritatea mult mai în vârstă decât el. Orchestra s-a specializat în interpretarea klezmerilor de folclor muzical basarabean, cântând la nunți și alte sărbători în orașele și sate din Moldova.
În 1994, a emigrat împreună cu familia la Brooklyn, New York, aici devenind un clarinetist și muzicolog care a adus tradiția klezmeră în această regiunea a Statelor Unite. Tot în acea perioadă, reușise să adune o colecție de aproape o mie de melodii klezmer pe care le transcrisese de-a lungul anilor.
A fost un interpret în cadrul proiectului muzical al evreilor sovietici denumit Nashi Traditsii („Tradiția noastră”) între anii 1998 și 2002 din cadrul Center for Traditional Music and Dance („Centrul de muzică tradițională și dans”). A apărut și la atelierele organizate de Conservatorul de Muzică din Noua Anglie și la Fundația Borderland din Polonia.
În decembrie 2005 a înregistrat un CD cu muzica sa la festivalul idiș KlezKamp, fiind susținut de un grup de klezmorimi.
A murit în urma unui atac de cord în Long Island, New York, în 2006, la vârsta de 71 de ani.